# Wandsbeker TSV Concordia 1881
Wandsbeker TSV Concordia 1881 is een sportvereniging uit Hamburg met afdelingen in voetbal, karate, jiu jitsu, tafeltennis, schaken en judo.

## Geschiedenis
De club ontstond in 2013 na een fusie tussen SC Concordia Hamburg en TSV Wandsbek-Jenfeld. Concordia speelde tot 1974 meestal in de twee hoogste reeksen en zakte daarna langzaam weg. In 2015 promoveerde de club naar de Oberliga.

## Eindklasseringen vanaf 2014
| Seizoen | Competitie               | Niveau | Eindstand | DFB Pokal | Opmerking                                                     |
| ------- | ------------------------ | ------ | --------- | --------- | ------------------------------------------------------------- |
| 2013/14 | Landesliga Hamburg#Hansa | VI     | 4         | --        |                                                               |
| 2014/15 | Landesliga Hamburg#Hansa | VI     | 2         | --        | promotie play-off > TuS Osdorf: 1-2 / 3-0                     |
| 2015/16 | Oberliga Hamburg         | V      | 11        | --        |                                                               |
| 2016/17 | Oberliga Hamburg         | V      | 5         | --        |                                                               |
| 2017/18 | Oberliga Hamburg         | V      | 9         | --        |                                                               |
| 2018/19 | Oberliga Hamburg         | V      | 13        | --        |                                                               |
| 2019/20 | Oberliga Hamburg         | V      | 9         | --        | competitie afgebroken i.v.m. coronapandemie.                  |
| 2020/21 | Oberliga Hamburg         | V      | 2         | --        | competitie na 6 wedstrijden afgebroken i.v.m. coronapandemie. |
| 2021/22 | Oberliga Hamburg         | V      | 5         | --        | 3e Staffel Oost                                               |
| 2022/23 | Oberliga Hamburg         | V      | 8         | --        |                                                               |
| 2023/24 | Oberliga Hamburg         | V      | 13        | --        |                                                               |
| 2024/25 | Oberliga Hamburg         | V      | 16        | --        |                                                               |
| 2025/26 | Landesliga Hamburg#Hansa | VI     | .         | --        |                                                               |